# География Нью-Брансуика

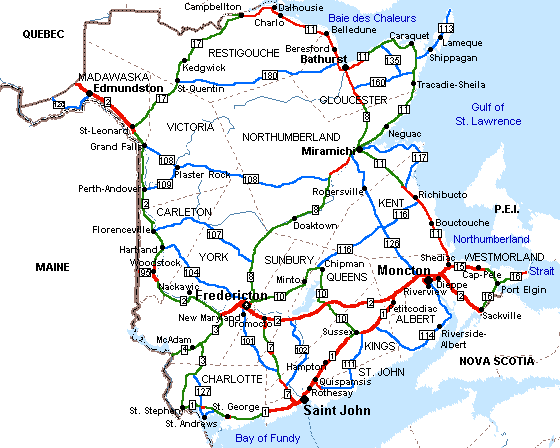
Дорожная карта Нью-Брансуика

Нью-Брансуик (англ. New Brunswick, фр. Nouveau-Brunswick) — одна из трёх Приморских провинций Канады и единственная официально двуязычная (франко-английская) провинция этой страны. Столица — Фредериктон.

## Физическая география
На севере Нью-Брансуик граничит с квебекским полуостровом Гаспе и заливом Шалёр, а на востоке находится залив Святого Лаврентия и пролив Нортамберленд. На юге узкий перешеек Шиньекто соединяет его с полуостровной Новой Шотландией, которая отделена от континента заливом Фанди. На западе провинция граничит с американским штатом Мэн. Граница с США была заселена в ходе «Арустукской войны» (1838—1839), которую в основном спровоцировал бизнесмен и политический деятель Джон Бейкер. Нью-Брансуик — одна из двух провинций (вместе с Альбертой), которые граничат лишь с одним штатом США.
Совокупная площадь суши и воды провинции — 72 908 квадратных километров. Около 80 % провинции занято лесами, остальные 20 % заняты пашней и городскими территориями. Крупные городские центры находятся на юге провинции. Значительная часть пахотной земли расположена в верховьях реки Сент-Джон, на юго-востоке земли, пригодной для обработки, встречается меньше.
Хотя Нью-Брансуик является одной из Приморских провинций, он отличается от своих соседей как этнокультурно, так и физиографически. Новая Шотландия и Остров Принца Эдуарда полностью или частично окружены водой, и по этой причине океан определяет их климат, экономику и культуру. С другой стороны, Нью-Брансуик, имея обширное побережье, удалён от самого Атлантического океана, и его внутренние районы не подвергаются океаническому воздействию. Поэтому Нью-Брансуик скорее тяготеет к рекам, чем к морскому побережью.